# Modi'in (città antica)

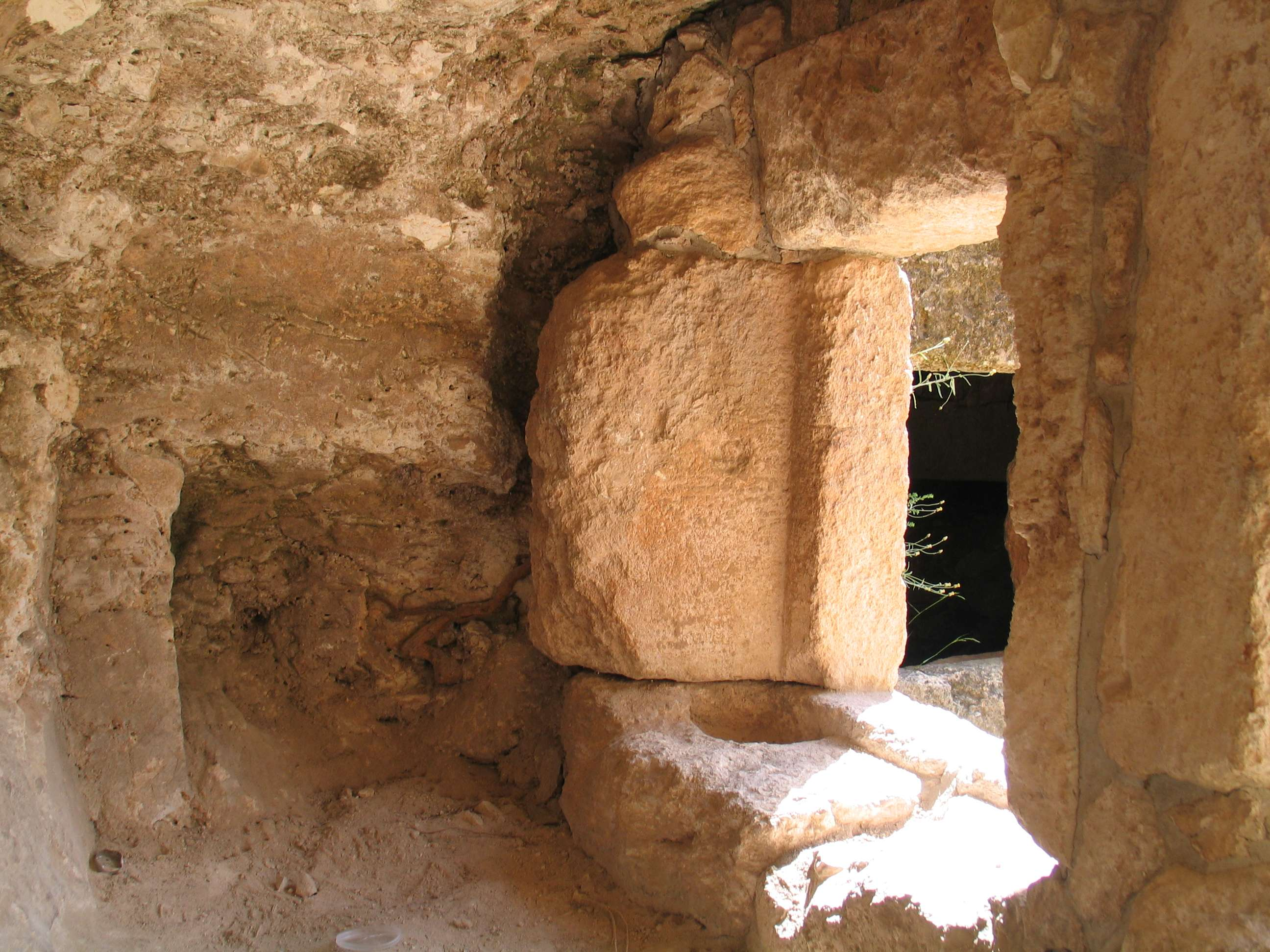
Una grotta sepolcrale ebraica scoperta a Khirbet Midiyeh, vicino a Mevo Modi'im, uno dei vari siti proposti per l'antica città di Modi'in

Modi’in (מוֹדִיעִין, anche trascritto come Modin, Modein), anche Modi’im (מוֹדִיעִים), era un'antica città ebraica situata in Giudea, vicino alla città moderna di Modi'in, Israele. Fu menzionata per la prima volta nei Libri dei Maccabei. Era la città natale della famiglia sacerdotale degli Asmonei, che assunse la leadership sulla Giudea in seguito alla vittoriosa Rivolta maccabea.
Modi’in era conosciuta nell'antichità per ospitare il mausoleo della famiglia Asmonea, comunemente riferito come la Tomba dei Maccabei. Questa struttura monumentale, eretta nel II secolo a.C. da Simone Tassi, è descritta sia nel Libro dei Maccabei che negli scritti di Giuseppe Flavio. Durante il periodo bizantino, Eusebio ne notò l'esistenza continua. Tuttavia, i suoi resti furono persi nel tempo.
La precisa ubicazione geografica di Modi’in rimane oggetto di disputa accademica, con vari siti proposti che includono Tell er-Ras vicino ad al-Midya, Givat HaTitora, Umm el-Umdan e Khirbet Midya, tutti situati nelle vicinanze della città moderna di Modi'in-Maccabim-Re'ut, che prende il nome dalla città antica. I resti del mausoleo degli Asmonei, una volta collegati a diversi siti ora attribuiti all'era bizantina, rimangono non scoperti, e la sua precisa ubicazione è ancora sconosciuta.

## Cosa dicono le fonti

### Libri dei Maccabei (II secolo a.C.)
Il primo riferimento a Modi'in si trova nel testo di 1 Maccabei, che registra il trasferimento di Mattatia l'Asmoneo, insieme alla sua famiglia, da Gerusalemme a Modi'in:
In quel tempo, Mattatia, figlio di Giovanni figlio di Simeone, un sacerdote del clan di Joarib, lasciò Gerusalemme e si stabilì a Modein" (1 Maccabei, 2:1)
I passaggi successivi dettagliano la costruzione da parte di Simone, figlio di Mattatia, di un elaborato monumento costruito sopra un sito di sepoltura familiare esistente a Modi'in:
"Sopra la tomba di suo padre e dei suoi fratelli Simone costruì un monumento imponente per la sua altezza, costruito in pietra squadrata sia sul fronte che sul retro. Eresse sette piramidi, una davanti all'altra, per suo padre, sua madre e i suoi quattro fratelli. Per le piramidi ideò un'elaborata scenografia: le circondò con massicci pilastri sui quali collocò armature complete come memoriale perpetuo; oltre alle armature complete, vi erano navi scolpite, destinate ad essere viste da tutti coloro che navigavano il mare. Questa tomba, che eresse a Modein, esiste ancora oggi." (1 Maccabei, 13:27-30)
Secondo 1 Maccabei, Simone designò il monumento per la sepoltura di suo padre, sua madre e quattro fratelli. La descrizione del monumento menzionava caratteristiche architettoniche elaborate, incluse piramidi (o nefashot, che significano monumenti sepolcrali tipicamente situati vicino o sopra tombe sotterranee), armamenti scolpiti o panoplie rappresentanti armi militari, e rappresentazioni marittime, tutte aderenti alle norme estetiche ellenistiche. Il libro afferma che il monumento era ancora in piedi ai suoi tempi. Ulteriori prove testuali descrivono le forze di Simone radunate a Modi'in prima di scendere nella pianura costiera per l'ingaggio militare:
Simone radunò dalla terra una forza di ventimila guerrieri scelti e cavalieri, e marciarono contro Kendebaios. Passarono la notte a Modein. Alzatisi al mattino, marciarono nella pianura. Lì, una grande forza di fanteria e cavalleria li affrontò. Tra i due eserciti c'era un ruscello impetuoso. (1 Maccabei, 16:45)

### Giuseppe Flavio (I secolo d.C.)
Flavio Giuseppe fornisce un resoconto del monumento reale asmoneo che era ancora esistente durante il suo tempo, sebbene con alcune alterazioni ed esclusioni, ma comunque corroborando la descrizione trovata nei Maccabei.
Simone mandò alcuni alla città di Basca per portare via le ossa di suo fratello; e le seppellì nella loro città, Modin. E tutto il popolo fece grande lamento per lui. Simone eresse anche un monumento molto grande per suo padre e i suoi fratelli, di pietra bianca e lucidata; e lo innalzò molto in alto, in modo da essere visto da lontano: e fece dei portici intorno ad esso, e mise su dei pilastri, che erano di un'unica pietra ciascuno. Un'opera meravigliosa da vedere. Inoltre costruì anche sette piramidi, per i suoi genitori e i suoi fratelli, una per ciascuno di loro: che furono realizzate in modo molto sorprendente, sia per la loro grandezza che per la bellezza: e che sono state preservate fino ad oggi. (Giuseppe, Antichità dei Giudei, 13:210-212)

### Letteratura rabbinica (primi secoli d.C.)
La letteratura rabbinica descrive Modiʽin (anche Modiʽim o Modiʽith) come situata al confine tra Lydda e la Giudea occidentale.
- Da Modiʽith in dentro gli uomini possono essere ritenuti affidabili per quanto riguarda i vasi di terracotta; da Modi'ith in fuori non possono essere ritenuti affidabili. Così, se il vasaio stesso vendeva il vaso ed entrava qui da Modi'ith, per quanto riguarda lui stesso il vasaio, gli stessi vasi e gli stessi acquirenti, può essere ritenuto affidabile. Se usciva [oltre Modi'ith] non poteva essere ritenuto affidabile.[4]
- Cosa conta come un viaggio lontano Oltre Modi'ith, o una distanza simile in qualsiasi direzione. Così R. Akiva.[5]
- Ulla disse: "Da Modiʽim a Gerusalemme ci sono quindici [romane] miglia".[6]

Modiʽin potrebbe essere il luogo di nascita del sacerdote Rabbi Eleazar ha-Modaʽi, che sembra essere stato una figura prominente durante la guerra di Bar-Kochba. Il suo ruolo di leadership è attestato in varie fonti come la Mishnah, il Talmud di Gerusalemme e Lamentazioni Rabbah.

### Letteratura patristica (III al V secolo d.C.)
Durante il periodo bizantino, ci sono scarsi testi che menzionano Modiʽin. Il vescovo e studioso del IV secolo Eusebio scrisse:
"Modeeim (1 Maccabei 13:25): Un villaggio vicino a Diospolis dove erano i Maccabei, e dove le loro tombe sono ancora ora mostrate".
Girolamo corrobora il resoconto di Eusebio ed esprime sorpresa per le affermazioni che la lapide dei Maccabei si trovi ad Antiochia. Nella Vulgata (traduzione latina della Bibbia), Girolamo aggiunse un dettaglio geografico alla menzione di Modiʽin: "in monte Modin" ("sul monte di Modiʽin").

### Mappa di Madaba (VI secolo)
Sulla mappa di Madaba, comunemente datata alla metà del VI secolo, Modiʽin appare situata al confine tra la pianura costiera e le basse terre giudaiche, lungo la rotta da Lod a Gerusalemme, e tra le città di "Adiathim, ora [H]aditha" e "Capher-uta (Ke[f]ar Ruta)". La città, etichettata con l'iscrizione "Modiʽim, ora Moditha (), da cui vennero i Maccabei", è indicata con il simbolo consueto per un villaggio sulla mappa. Non ci sono riferimenti letterari a Modiʽin o Moditha dopo il periodo bizantino.

## Proposte per identificare Modi'in
Qubur al-Yahud, fotografato nel 1960 I testi antichi indicano che Modi'in era strategicamente situata vicino a una strada principale, posizionata in un punto di giunzione tra l'area abitata prevalentemente da ebrei e la pianura costiera, allora abitata prevalentemente da non ebrei. Il mausoleo asmoneo costruito vicino a Modi'in si trovava in un punto elevato, in cima a una collina. Durante il Secondo Tempio Periodo, diverse villaggi ebrei erano situati in questa area. Gli studiosi propongono che l'antico nome Modi'in sia conservato su entrambi i lati del Wadi Malakeh, situato a nord della moderna Modi'in-Maccabim-Re'ut, con il villaggio arabo di al-Midya a est e Khirbet Midieh a ovest. Diversi siti archeologici nell'area sono stati suggeriti come potenziali identificazioni per l'antica città.

### Primi suggerimenti
I Crociati associavano Modiʽin asmoneo a diverse località, tra cui Tzoba/Belmont, vicino a Latrun e vicino a Hebron. Nel XIV secolo, il viaggiatore e geografo ebreo Ishtori Haparchi scrisse che Modi'in era situata in un villaggio vicino a Gerusalemme chiamato Midʽa, probabilmente l'attuale al-Midya. All'inizio del XIX secolo, il rabbino Joseph Schwarz propose che Modiʽin fosse situata sul Monte Midan vicino a Tzoba, stabilendo collegamenti dalla somiglianza dei nomi e dalla distanza di quindici miglia da Gerusalemme menzionata nel Talmud babilonese. Nel 1866, il frate francescano Emmanuel Forner scrisse su Le Monde che Modiʽin era situata nel villaggio arabo di al-Midya. Forner teorizzò che questo sito ospitasse i terreni di sepoltura della famiglia asmonea, citando somiglianze fonetiche nei nomi dei luoghi e la vicinanza del villaggio a Lod, raggiungibile con una camminata di due ore. Nell'estate del 1909, Yitzhak Ben-Zvi visitò al-Midya, che egli chiamava Modiʽim, così come Qubur el-Yahud.

### Tell er-Ras, Al-Midya
Studiosi iniziali, tra cui Gustaf Dalman, Père Félix-Marie Abel e Michael Avi-Yonah, insieme a esperti successivi, associarono inizialmente il nome el-Midieh esclusivamente con il villaggio arabo dello stesso nome. Ciò li portò a identificare la posizione di Modi'in o a Tel er-Ras, un tell archeologico situato a est del villaggio, o all'interno del villaggio stesso. Un'indagine condotta da Israel Finkelstein e la sua squadra a Tell er-Ras ha scoperto ceramiche risalenti all'Età del Ferro e a periodi successivi. Zissu e Perry, descrivendo Tell er-Ras come un "grande sito biblico", dubitavano dell'identificazione del sito con Modi'in, puntando sull'assenza di prove di un insediamento significativo durante i periodi ellenistico, romano e bizantino, così come l'assenza di una strada romana vicina menzionata nei testi rabbinici.

### Khirbet el-Hammam (Khirbet Midiyeh)

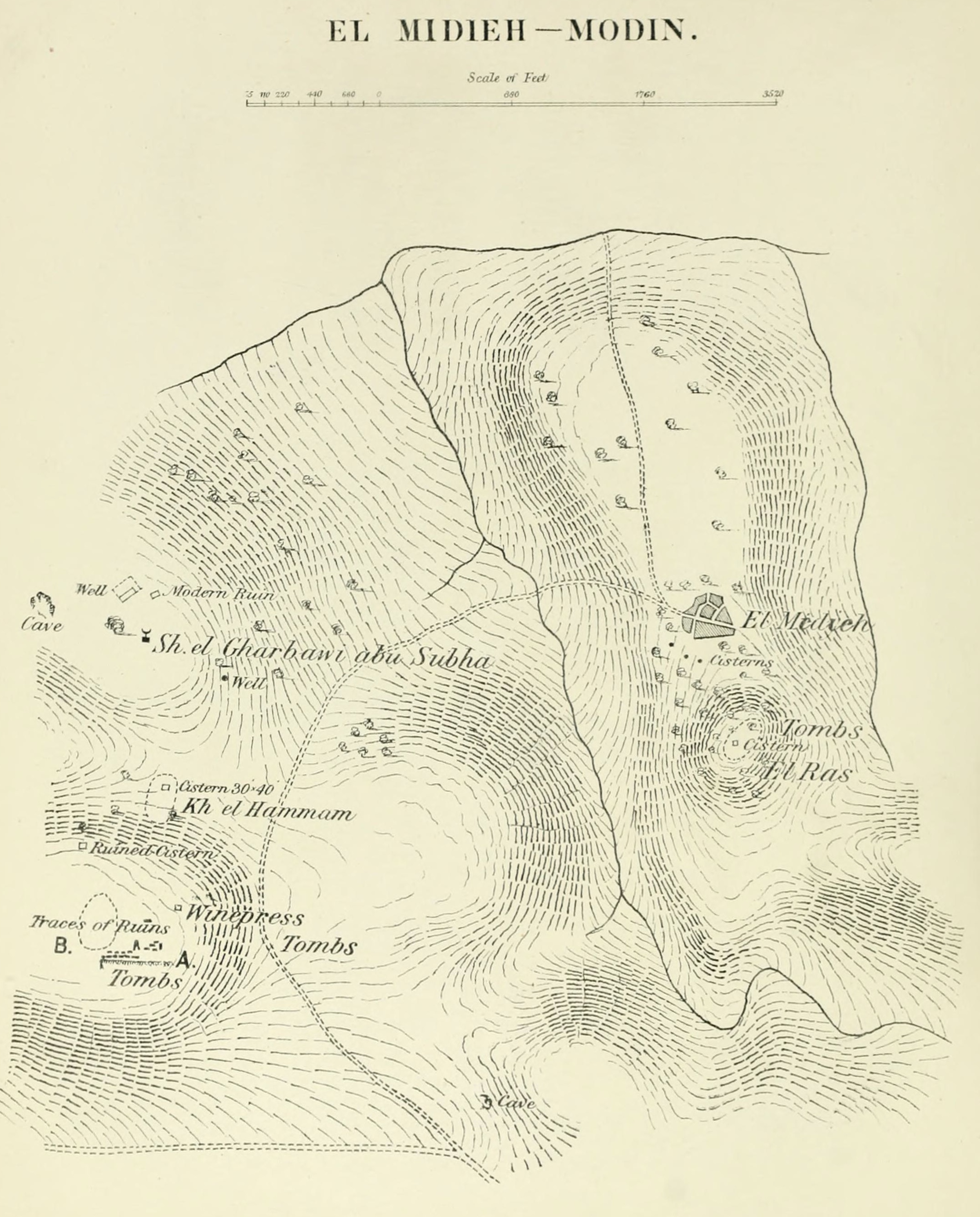
Al Midya, Khirbet el-Hammam e Sheikh el-Garbawi nel Rilevamento della Palestina Occidentale dell'PEF (1871–77)

A ovest di al-Midya e Nahal Modi'in si trova un altro sito archeologico spesso collegato all'antica Modi'in, comunemente noto come "Khirbet el-Hammam" ma anche mappato come Khirbet Midiyeh (distinto da Tell er-Ras, che è anche occasionalmente indicato con lo stesso nome). Nel XIX secolo, questa area ha attirato l'attenzione di ricercatori come Victor Guérin e Charles Simon Clermont-Ganneau, che hanno esplorato siti come Sheikh el-Gharbawi e Qubur al-Yahud ("Tombe degli ebrei"), scoprendo cave, torchi per vino e numerose tombe. Durante la sua visita nel 1870, Guérin intrattenne conversazioni con gli anziani del villaggio, che condivisero una tradizione araba locale indicante che tutti i resti a sud-ovest del torrente - inclusi Khirbet el-Hammam, Qubur al-Yahud e Horbat HaGardi - erano un tempo parte di una città conosciuta come El-Midya. Guérin identificò strutture costruite in conci, tessere, cisterne e ciò che i locali consideravano un bagno pubblico a el-Hammam, da cui il nome "Khirbet el-Hammam", arabo per "casa del bagno pubblico". Attraverso studi recenti è emersa la consapevolezza che questi siti di Sheikh el-Gharbawi e Qubur al-Yahud fossero adiacenti ai resti di un antico insediamento che copriva un'area di 8 ettari. Sulle pendici di Khirbet el Hammam, ora sezionate dalla "Strada di Pattuglia" che segue un'antica strada, ci sono resti stratificati di antica architettura nascosti sotto detriti, comprendenti pietre lavorate, resti architettonici e cisterne. Adiacente a questo, ceramiche dei periodi ellenistico, romano e bizantino, insieme a tessere, sono sparse. Nella sezione settentrionale boscosa, resti di strutture in pietra lavorata sono circondati da frammenti di ceramiche dell'era bizantina, mentre la parte meridionale, ora un campo coltivato, produce prevalentemente frammenti di ceramiche dell'Età del Ferro II, con meno reperti dei periodi romano e bizantino. Nel 1995, uno scavo di salvataggio ha rivelato un complesso funerario ebraico scavato nella roccia contenente tombe a kokhim e ossari iscritti con nomi in caratteri ebraici quadrati e greci, risalenti dal tardo Secondo Tempio Periodo all'era della guerra di Bar-Kochba. Un altro sondaggio nel 2000 ha rivelato frammenti di ceramiche che coprono vari periodi. Nel 2005, un sondaggio ha scoperto tombe scavate nella roccia, inclusi tombe a kokhim, tombe a pozzo e camere sepolcrali, risalenti dal II secolo a.C. ai primi secoli d.C. Parte di un complesso funerario ebraico scavato nella roccia scavato nel 1995 a Khirbet el-HammamUno scavo di salvataggio guidato da Dalit Weinblatt e condotto nel 1996-1997 al centro del sito, ha rivelato segni di attività insediativa risalenti all'Età del Ferro, con prove di strati successivi di occupazione che coprono i periodi ellenistico, romano, bizantino e arabo precoce. Sopra i resti stratificati e i frammenti di ceramiche dell'Età del Ferro, è stato trovato uno strato risalente al periodo ellenistico e romano precoce, caratterizzato da strutture costruite con pietre lavorate, pavimenti in pietra, un bagno rituale e oggetti in ceramica. Questo insediamento sembra essere stato distrutto durante la guerra di Bar-Kochba. Il sito ha visto una nuova occupazione nei periodi tardo romano e bizantino precoce, persistendo fino al IX secolo durante il periodo musulmano precoce. Boaz Zissu e Lior Perry hanno proposto di identificare il sito di Khirbet el-Hummam/Khirbet Midieh come la posizione sia del Modi'in del Secondo Tempio Periodo sia del sito bizantino di Moditha. Hanno notato che questo sito soddisfa i criteri geografici, conserva l'antico nome e ha rivelato importanti scoperte che indicano l'esistenza del villaggio durante entrambi i periodi. Suggeriscono che l'insediamento del periodo bizantino sia stato costruito sui resti del Modi'in del Secondo Tempio Periodo.

### Umm el-Umdan
La sinagoga a Umm el-Umdan Il sito archeologico di Khirbet Umm el-Umdan, situato nella periferia meridionale della moderna Modi'in, è stato anche proposto come possibile ubicazione per l'antica città. Il sito è stato scoperto negli anni 2000 durante scavi di salvataggio condotti dall'Autorità Israeliana per le Antichità in mezzo allo sviluppo del quartiere Buchman. Gli scavi hanno rivelato un insediamento rurale con case, siti di sepoltura, una sinagoga e un bagno rituale, risalenti dal secondo secolo a.C. alla guerra di Bar Kochba nel 132 d.C. Gli scavatori Shlomit Wexler-Bdolah, Alexander Onn e Yehuda Rapuano hanno proposto questo sito come possibile antica Modi'in, suggerendo che il suo nome arabo, "Umm el-Umdan", conservi il nome antico della città. Tuttavia, il nome, arabo per "la madre delle colonne", è presente anche in altri luoghi all'interno di Israele, come un altro sito situato nelle colline di Gerusalemme e uno nelle pianure della Giudea.

### Giv'at Tittora
Givat Tittora Un altro sito proposto come antica Modi'in è Giv'at haTittora, conosciuto anche come al-Burj, situato circa 7 chilometri a sudest di Khirbet el-Hammam, nella parte settentrionale della moderna Modi'in. Indagini ed esplorazioni condotte lì negli anni 2000 hanno scoperto diversi strati di insediamento, con una fortezza dei Crociati in cima alla collina. Gli scavatori, Shimon Gibson e Egon Lass, hanno suggerito di identificare il sito con l'antica Modi'in. Sebbene la collina offra una vista dominante dei dintorni, gli scavi non hanno fornito prove sostanziali di un insediamento del Periodo del Secondo Tempio, e i resti ellenistici sono rari. Studiosi come Zissu e Perry hanno espresso riluttanza nell'accettare questa identificazione a causa della mancanza di prove archeologiche chiare e dell'assenza della conservazione del nome antico.

## Siti considerati per il complesso funerario degli Asmonei
Storicamente, Qubur al-Yahud e Horvat HaGardi erano associati alle Tombe dei Maccabei. Tuttavia, gli studiosi ora contestano questa connessione, sostenendo che questi siti risalgono a periodi successivi. Il sito originale potrebbe essere stato distrutto durante la rivolta di Bar Kochba e successivamente perso; le tombe rimangono non scoperte. I due siti storicamente connessi con le tombe, includono le "Tombe dei Maccabei" (Qubur al-Yahud) e Horvat HaGardi/Sheikh al-Garbawi.

### "Tombe dei Maccabei", Qubur al-Yahud

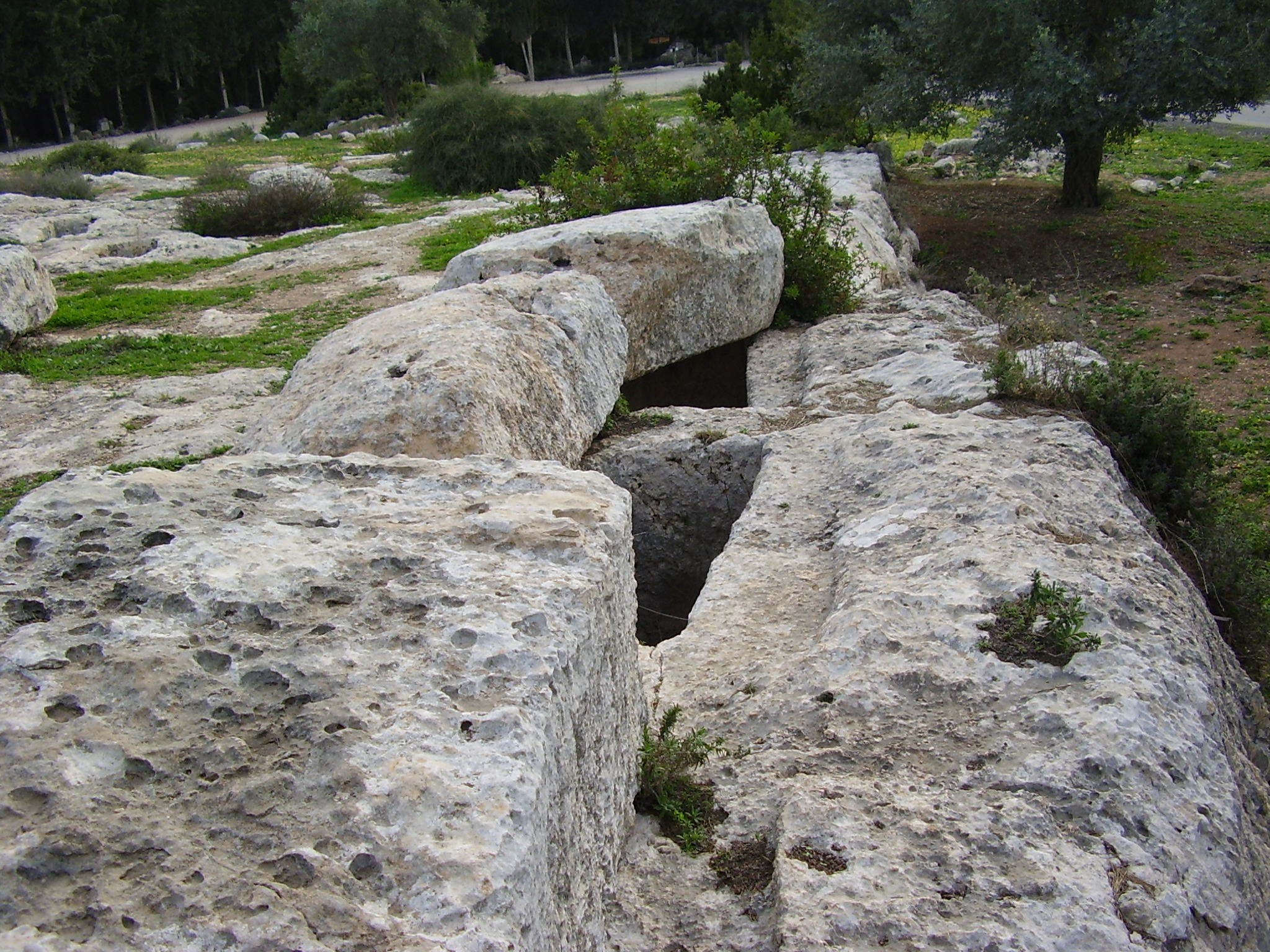
Le tombe dei Maccabei a Qubur al-Yahud. Anche se il nome in arabo suggerisce "Tombe degli Ebrei", le prove archeologiche rivelano che queste tombe risalgono al periodo bizantino, escludendo quindi la loro associazione con il mausoleo asmoneo del periodo ellenistico precedente

Una località storicamente collegata alle Tombe dei Maccabei è un sito noto in arabo come "Qubur al-Yahud", che significa "Tombe dei Giudei" (31° 55′ 46″ N, 34° 59′ 40″ E). Nel dicembre del 1908, durante la festività di Hanukkah, studenti e insegnanti del Ginnasio Herzliya si recarono nell'area alla ricerca delle tombe dei Maccabei. Guidati da un pastore, arrivarono alle tombe di Qubur el-Yahud, dove accesero candele di Hanukkah, segnando l'inizio di una tradizione di pellegrinaggio e accensione di candele nel sito. Nei decenni successivi, le tombe divennero una destinazione di pellegrinaggio, associate agli ideali sionisti, e ispirarono opere letterarie. Nel 1937, membri del movimento Maccabi organizzarono una corsa dalle tombe a Tel Aviv, portando una torcia accesa sopra il sito, una tradizione continuata dopo la Guerra dei Sei Giorni, stabilendo Qubur el-Yahud come il sito ufficiale delle "Tombe dei Maccabei" segnato sulle mappe accanto al nome "Modi'im". Gli studiosi hanno evidenziato che le tombe sono in realtà tombe a pozzo caratteristiche del periodo bizantino, indicando che non possono essere il complesso funerario originale della famiglia asmonea costruito secoli prima, nel II secolo a.C.

### Horvat HaGardi/Sheikh al-Garbawi
La tomba-santuario di Sheikh al-Garbawi a Horvat HaGardi. È accompagnata da una struttura bizantina vicina ("al-Qal'a"), un tempo erroneamente ritenuta il mausoleo originale degli Asmonei nel XIX secolo. La sua identificazione come tale potrebbe essere avvenuta in tarda antichità. Horvat HaGardi, situata a nord di Qubur al-Yahud, fu anch'essa identificata con le Tombe dei Maccabei. Questo sito è alternativamente noto come Sheikh al-Gharbawi ("il sceicco occidentale"), un tomba-santuario islamico situato lì. Adiacente al santuario ci sono i resti di una struttura rettangolare monumentale fatta di conci, denominata in arabo "al-Qal'a" ("la fortezza"). Nel 1870, Guérin scavò al-Qal'a, sostenendo che corrispondesse alle descrizioni della Tomba dei Maccabei nei testi antichi. Riportò i suoi ritrovamenti al console francese e consultò l'architetto Moss, che confermò l'identificazione del sito basandosi sulla sua somiglianza con i resoconti storici. Questa visione fu anche supportata dall'esploratore del PEF Charles F. Tyrwhitt-Drake. Tuttavia, gli scavi estensivi di Clermont-Ganneau nel 1871, che portarono alla luce un mosaico raffigurante una crux immissa e una grotta sepolcrale di tipo arcosolium, suggeriscono che la struttura probabilmente ebbe origine come una struttura cristiana nel periodo bizantino, risalente al V secolo d.C. Propose che potesse aver servito come mausoleo cristiano commemorativo del luogo di sepoltura dei Maccabei, una teoria supportata dalla menzione di Eusebio delle tombe dei Maccabei ancora mostrate al suo tempo. La teoria che la struttura di al-Qal'a ebbe origine come una struttura cristiana potrebbe essere stata considerata il sito di sepoltura degli Asmonei durante il periodo bizantino ha ottenuto il sostegno di recenti studi, inclusi scavi di prova condotti da Amit Re'em dell'Autorità Israeliana per le Antichità nel 2011. Questa teoria fu anche accettata da Zissu e Perry.

## Luoghi denominati dopo l'antica Modi'in
Diverse località israeliane moderne, inclusa la città di Modi'in-Maccabim-Reut, sono denominate dopo l'antica Modi'in e si trovano nell'area dove si ritiene che un tempo sorgesse.